# Ivo Opstelten
Ivo Willem Opstelten (ur. 31 stycznia 1944 w Rotterdamie) – holenderski polityk, prawnik i samorządowiec, przewodniczący Partii Ludowej na rzecz Wolności i Demokracji (VVD) od 2008 do 2010, burmistrz Utrechtu w latach 1992–1999, a następnie do 2009 burmistrz Rotterdamu, w latach 2010–2015 minister sprawiedliwości.

## Życiorys
Ivo Opstelten urodził się w 1944 w Rotterdamie. W 1969 ukończył prawo na Uniwersytecie w Lejdzie. W latach 1970–1972 pracował jako urzędnik we władzach miejskich Vlaardingen.
Zaangażował się w działalność polityczną w ramach Partii Ludowej na rzecz Wolności i Demokracji. 16 sierpnia 1972 został burmistrzem miasta Dalen, którym pozostał do 1 października 1977. W kolejnych latach stał na czele administracji innych holenderskich miejscowości. Od 1 października 1977 do 1 grudnia 1980 był burmistrzem Doorn. Od 1 grudnia 1980 do 1 września 1987 zajmował tożsame stanowisko w Delfzijl. W międzyczasie, od 1 grudnia 1983 do 1 marca 1984, pełnił również obowiązki burmistrza miasta Beerta z powodu ciąży burmistrz Hanneke Jagersmy.
Od 1 września 1987 do 1 listopada 1992 zajmował stanowisko dyrektora generalnego w Ministerstwie Spraw Wewnętrznych. Następnie powrócił do władz samorządowych, od 1 listopada 1992 do 16 lutego 1999 pełnił funkcję burmistrza Utrechtu. Od 16 lutego 1999 do 1 stycznia 1999 był natomiast burmistrzem Rotterdamu. Od 4 listopada 2009 do 16 lipca 2010 wykonywał tymczasowo obowiązki burmistrza Tilburga.
W latach 1986–1993 pełnił funkcję wiceprzewodniczącego VVD. 23 maja 2008 objął stanowisko przewodniczącego partii, zajmował je do 2010.
4 sierpnia 2010 został mianowany przez królową Beatrix na funkcję informateura celem prowadzenia negocjacji mających wyłonić nowy rząd po wyborach parlamentarnych z czerwca 2010. 14 października tego samego roku objął urząd ministra sprawiedliwości w rządzie Marka Rutte. Pozostał na tym stanowisku również w powołanym 5 listopada 2012 drugim gabinecie dotychczasowego premiera. Zrezygnował 10 marca 2015, gdy ujawniono, że wprowadził w błąd parlament w sprawie dokonanego w 2000 zwrotu skonfiskowanego majątku narkotykowego barona. Za decyzję tę odpowiadał ówczesny prokurator Fred Teeven, który w chwili wybuchu afery był sekretarzem stanu w resorcie sprawiedliwości.
Ivo Opstelten jest żonaty z Mariette Dutilh, ma cztery córki. Oficer Orderu Oranje-Nassau (2004).